# Шильман Акім Львович
Яким (Ахій-Зуня) Львович Шильман (1897—1937) — радянський державний та партійний діяч, у 1937 голова виконкому Західної області.

## Біографія
Народився в липні 1897 року в Чернігові в сім'ї власника цегельного заводу Лева Шильмана та його дружини Алти Шильман.
У 1907 році вступив до гімназії. З 5 класу брав участь у роботі підпільних революційних гуртків. У 1914 році виключений з гімназії як неблагонадійний.
З березня 1915 року член РСДРП(б). Працював у Виборзькому райкомі партії, потім у лікарняній касі Путилівського заводу. Восени 1916 року Якима було заарештовано і заслано до Сибіру. Після Лютневої революції повернувся до Петрограда, був обраний членом Петроградського комітету РСДРП(б), у липні-серпні брав участь у роботі VI з'їзду РСДРП(б).
У Громадянську війну в Росії з 1918 року на політпраці в Червоній Армії — військом дивізіону на Архангельському фронті, з весни 1920 року — комісар кінно-артилерійського дивізіону в корпусі Червоного козацтва. Служив під командуванням Уборевича та Примакова.
У 1921—1924 роках навчався у Москві в Комуністичному університеті імені Я. М. Свердлова. Потім на партійній роботі в Рогозько-Симоновському та Сокольницькому РК ВКП(б).
У 1927—1929 роках заввідділом Володимирського губкому ВКП(б). З квітня 1929 року у Смоленську зам. зав. відділом агітації та пропаганди губкому.
- У червні 1929 року на першій обласній партконференції нової створюваної Західної області обрано зам. зав. розподільчим відділом.
- 12.06.30 на пленумі Західного обкому обрано членом бюро та секретаріату та затверджено зав. відділом кадрів.
- 07.04.31 обрано секретарем обкому.
- З 15 лютого 1934 другий секретар Західного обкому.
- 24 травня 1937 року обраний головою виконкому Західної обласної Ради. Формально перебував на цій посаді до 23 червня 1937 року.

З 16 січня до 10 лютого 1934 року брав участь у роботі 17 з'їзду ВКП(б), делегат із правом вирішального голоса.

## Арешт, суд та вирок
14 червня 1937 року заарештований на Білоруському вокзалі в Москві. Вироком суду визнано винним у тому, що спільно з Румянцевим та Рокитовим створив у Західній області антирадянську право-троцькістську диверсійно-терористичну організацію, вербував до неї нових членів та керував диверсійно-шкідницькою діяльністю в галузі промисловості та сільського господарства, особисто організовував терористичні групи. терактів над керівниками ВКП(б) та радянського уряду та проводив шпигунську діяльність.
Розстріляний 26 вересня 1937 року. Похований на цвинтарі московського Донського крематорію. У 1956 р. реабілітований.

## Сім'я
Дружина — Бася Василевська (1898-?). З 1916 член РСДРП(б). У 1937 р. 1-й секретарка Задніпровського райкому ВКП(б) у Смоленську. Заарештована 10 липня 1937, засуджена і розстріляна 22.11.37г. Реабілітована у 1956 році.